# Ocularia
Ocularia is een kevergeslacht uit de familie van de boktorren (Cerambycidae). De wetenschappelijke naam van het geslacht werd voor het eerst geldig gepubliceerd in 1894 door Jordan.

## Soorten
Ocularia omvat de volgende soorten:
- Ocularia abyssinica Teocchi, Jiroux & Sudre, 2004
- Ocularia undulatofasciata Breuning, 1950
- Ocularia albolineata Villiers, 1942
- Ocularia albosignata Breuning, 1966
- Ocularia anterufa Breuning, 1964
- Ocularia apicalis Jordan, 1894
- Ocularia ashantica Breuning, 1950
- Ocularia aurescens Breuning, 1964
- Ocularia brunnea Jordan, 1894
- Ocularia cineracea Jordan, 1894
- Ocularia collarti Breuning, 1950
- Ocularia decellei Breuning, 1968
- Ocularia fasciata Aurivillius, 1907
- Ocularia flavovittata Breuning, 1940
- Ocularia grisea Breuning, 1958
- Ocularia grisescens Breuning, 1940
- Ocularia insularis Breuning, 1960
- Ocularia juheli Teocchi, Jiroux & Sudre, 2004
- Ocularia kaszabi Breuning, 1972
- Ocularia marmorata Breuning, 1950
- Ocularia mirei Breuning, 1977
- Ocularia nigrobasalis Breuning, 1950
- Ocularia pointeli Lepesme & Breuning, 1955
- Ocularia protati Lepesme & Breuning, 1955
- Ocularia quentini Breuning, 1960
- Ocularia rotundipennis Breuning, 1950
- Ocularia subashantica Breuning, 1956
- Ocularia transversefasciata Breuning, 1940
- Ocularia undulatovittata Breuning, 1967
- Ocularia vittata Aurivillius, 1907
- Ocularia vittipennis Breuning, 1960